# Arthur Nortje
Arthur Nortje, född 16 december 1942 i Oudtshoorn, Sydafrika, död 11 december 1970, var en sydafrikansk poet.
Hans poesi kännetecknas av exilen, då han lämnade Sydafrika för Kanada och England 1965. I Sydafrika hade han bland annat Dennis Brutus som lärare, och han fick stipendium för att studera på Oxford 1965. Han dog 1970 till följd av en överdos. De två diktsamlingar som har getts ut, Dead Roots och Lonely Against the Lights, gavs båda ut postumt 1973.